# Nina (keresztnév)
A Nina női név sok nyelvben az Anna beceneve, de lehet más nevek, pl. Antonina, Katarina, Karolina beceneve is.

## Rokon nevek
Anda, Anélia, Anéta, Anett, Anetta, Anica, Anika, Anikó, Anilla, Anina, Anita, Anka, Anna, Annabell, Annabella, Annaliza, Annamari, Annamária, Annarita, Annavera, Anni, Hanna, Hanka, Kisanna, Nanett, Nanetta, Netta, Netti, Kisó, Ninell, Ninetta, Ninon, Panka, Panna, Panni

## Gyakorisága
Az újszülötteknek adott nevek körében az 1990-es években szórványosan fordult elő. A 2000-es és a 2010-es években sem szerepelt a 100 leggyakrabban adott női név között.
A teljes népességre vonatkozóan a Nina sem a 2000-es, sem a 2010-es években nem szerepelt a 100 leggyakrabban viselt női név között.

## Névnapok
július 26., december 22.
január 14. Szent Nina ortodox szent ünnepén

## Híres Ninák
- Nina Badrić horvát popénekesnő
- Nina Hagen német énekesnő
- Nina Ricci olasz származású francia divattervező
- Nina Hartley (er. Marie Louise Hartman) amerikai pornószínésznő
- Nina Dobrev bolgár származású kanadai színésznő